# 高井修
高井 修（たかい おさむ、1963年 - ）は、日本の翻訳家、コラムニスト。大阪府出身。翻訳のほか、韓国のウェブマガジンでのコラムの連載や、韓国の映画雑誌『Cine21』にて通信員も行う。

## 来歴
1963年、大阪府で誕生。高井は近畿地方を離れたことがない。大学では宗教学を専攻。本が好きな高井は、大学時代は週に4冊、年に200冊ほど読書をして過ごしていた。韓国や韓国語とは関係のないところに就職するも、最初の職場、その次の職場では健康上の理由により続かなかった。その後、アルバイトで生計を立てる。
2000年末、映画『シュリ』をレンタルショップで借りて観たことをきっかけに、韓国へ興味を持つ。同作は10回以上視聴した。ほかの韓国映画も観たいと考えた高井であったが、店には字幕入りの作品が3作しかなかった。大阪の在日韓国人向けの書店にも足を運んだが、こちらも字幕がなかった。それでも観たいと考えた高井は、本格的に韓国語の勉強を開始。NHKのラジオ講座を聞き、単語帳やノートを自作して反芻した。文法が日本語に似ていたため、困難ではなかったという。字幕なしの韓国映画を10回以上観ているうちに、ハマっていった。『シュリ』に関しては、高井は普通の感想を抱いたが、韓国映画に対するイメージを完全に破った作品であった。
2004年、「固定水」というペンネームで韓国の映画雑誌『Cine21』の運営するブログで韓国映画について、韓国語で文を掲載。同誌の編集長も言及するほどであった。オンラインマガジン『マガジンt』の記者に、日本のテレビ番組のコラムを依頼されたことをきっかけとして、本格的に活動を開始。コラムの連載は、2006年5月から2年続いた。その後、『Cine21』にて通信員を行う。日本映画界についての寄稿をしていた。
2016年、韓国文学翻訳院主催による第15回韓国文学翻訳新人賞にて、最終審査20作の中から日本語部門を受賞。

## 作品リスト

### 翻訳
- 曺泳日『世界文学の構造』 岩波書店、2016年[1]
- 曺泳日『柄谷行人と韓国文学』 インスクリプト、2019年[1]

### コラム
- 『マガジンt』連載[1]
- 『オンライン当代批評の考え』連載[1]